# یواس‌اس الکومین (ای‌او-۵۵)
یواس‌اس الکومین (ای‌او-۵۵) (به انگلیسی: USS Elokomin (AO-55)) یک کشتی بود که طول آن ۵۵۳ فوت (۱۶۹ متر) بود. این کشتی در سال ۱۹۴۳ ساخته شد.